# Mayerling (pel·lícula)
|  | Aquest article tracta sobre la pel·lícula de 1968. Si cerqueu el fet històric, vegeu «Incident de Mayerling». |

Mayerling és una pel·lícula franco-britànica de Terence Young estrenada el 1968. Ha estat doblada al català.

## Argument
1888. L'arxiduc Rodolf, príncep hereu austrohongarès, ha entrat en conflicte, per raons alhora personals i polítiques amb el seu pare Francesc Josep. El seu matrimoni amb la princesa Estefania de Bèlgica no el satisfà més que l'evolució del règim polític. Per atzar, en un passeig, troba una jove desconeguda, Maria Vetsera, amb qui manté aviat una relació secreta, que el seu pare l'emperador i la seva dona l'emperadriu Elisabet desaproven. Aleshores esclata una revolta a Hongria. Rodolf suplica el seu pare, l'emperador, de prendre urgents mesures de reformes. Però Francesc-Josep continua sent inflexible en la seva línia de conducta. A més a més envia el seu fill de maniobres i exilia Maria a Venècia.
Aquesta pel·lícula descriu la tràgica història d'amor de l'arxiduc Rodolf d'Àustria, interpretat per Omar Sharif, i la seva amant Maria Vetsera interpretada per Catherine Deneuve.

## Repartiment
- Omar Sharif: Rodolf d'Àustria
- Catherine Deneuve: Marie Vetsera
- James Mason: Francesc Josep I d'Àustria
- Ava Gardner: Elisabet de Baviera (emperadriu d'Àustria)
- James Robertson Justice: Eduard VII del Regne Unit
- Geneviève Page: la Comtessa Marie Larisch
- Ivan Desny: Joseph Hoyos
- Bernard Lajarrige: Loschek
- Maurice Teynac: Moritz Szeps
- Andréa Parisy: Estefania de Bèlgica
- Fabienne Dali: Mizzi Kaspar
- Charles Millot: el comte Taafe
- Jacques Berthier: l'archiduc Jean Salvator
- Roger Pigaut: el comte Karolyi
- Mony Dalmès: la baronesa Hélène Vetsera
- Véronique Vendell: Lisl Stockau
- Lyne Chardonnet: Hannah Vetsera
- Moustache: Bratfish
- Roger Lumont: l'inspector Losch
- Jacqueline Lavielle: Marinka
- Alain Saury: Baltazzi
- Jean-Claude Bercq: Michel de Bragance
- Jean-Michel Rouzière: el cap de policia
- Jacques Ciron: un funcionari de policia
- Irene von Meyendorff: Theresa Stockau
- Liane Daydé: La ballarina "Giselle"
- Howard Vernon (No surt als crèdits): el príncep Montenuovo
- Friedrich von Ledebur (No surt als crèdits): Hofmarschall

## Premis i nominacions
Nominacions
- 1970: Globus d'Or a la millor pel·lícula de parla no anglesa